# Bassapur, Devadurga
Bassapur là một làng thuộc tehsil Devadurga, huyện Raichur, bang Karnataka, Ấn Độ.